# Девід Теннант
Де́від Джон Те́ннант (англ. David John Tennant, при народженні Макдо́нальд (англ. Mcdonald); нар. 18 квітня 1971, Батгейт, Шотландія) — шотландський актор, найбільше відомий завдяки ролям Десятого Доктора в телесеріалі «Доктор Хто» та демона Кроулі в мінісеріалі «Добрі передвісники». П'ятиразовий лауреат британської Національної телевізійної премії (у 2006—2015 роках), переможець премій «Еммі» (2013), БАФТА Уельс (2007) та БАФТА Шотландія (2014), »Вибір народу» (2015), лауреат та номінант багатьох інших нагород.

## Життєпис
Девід Макдональд народився 18 квітня 1971 року в шотландському місті Батгейт у сім'ї пресвітеріанського священника. Закінчивши школу, він вступив до Королівської шотландської академії музики й драми (від 2011 — Королівська консерваторія Шотландії). Після закінчення Академії Макдональд грав у театрі (зокрема в постановках Королівської шекспірівської трупи) і знімався на телебаченні та театрі. Свій псевдонім він обрав за прізвищем Ніла Теннанта з поп-групи Pet Shop Boys.
Кар'єра Теннанта у великому кіно почалася з 1994 року, але не приносила особливих результатів до картини Мікі Каурісмякі «Лос-Анджелес без карти» (1998), де Девід зіграв скромного та наївного шотландського молодика, який приїхав за дівчиною до Лос-Анджелеса. З 2004 року Теннант починає зніматися в телефільмах і серіалах BBC. Після успіху музичного мінісеріалу «Блекпул» (Теннант зіграв інспектора поліції, що розслідує вбивства в казино), Девід знімається в мінісеріалі «Казанова», де виконує головну роль. 2005 року Теннант отримав пропозицію стати Десятим Доктором у серіалі «Доктор Хто». «Казанова» і «Доктор Хто» принесли йому визнання у Британії. Глядачам інших країн він також знайомий за роллю Барті Кравча молодшого у фільмі «Гаррі Поттер і келих вогню».
У грудні 2005 року газета «Стейдж» віддала Теннанту шосте місце в десятці найвпливовіших британських телевізійних акторів року, посилаючись на його ролі в «Блекпулі», «Казанові», «Таємній посмішці» і «Докторі Хто»
Був учасником однієї з серій британського реаліті-шоу «Trick or Treat», де відомий гіпнотизер та ілюзіоніст Деррен Браун «змушував» його бачити майбутнє і минуле.

## Особисте життя
З 2005 по 2007 рік він зустрічався з актркою Софією Майлс, з якою він знімався в серіалах «Війна Фойла» і «Доктор Хто» (серія «Дівчина у каміні»).
У 2008 році почав зустрічатися зі своєю колегою по знімальному майданчику, Джорджією Моффет, яка грала роль його доньки у серіалі «Доктор Хто». Закрите весілля пройшло в ресторані «Лебідь» шекспірівського театру «Глобус» 31 грудня 2011. Батько Джорджії Теннант, актор Пітер Девісон, грав П'ятого Доктора в 1982—1984 роках.
29 березня 2011 у Девіда і Джорджії народилася донька Олівія, а у вересні Девід офіційно усиновив позашлюбного сина дружини — Тайлера. У січні 2013 року в інтерв'ю програми «Шоу Джонатана Росса» Девід оголосив, що вони з дружиною чекають на третю дитину і 2 травня 2013 Джорджія народила хлопчика, якого назвали Вілфред. 09 листопада 2015 Теннант повідомив, що у них з дружиною нещодавно народилась дівчинка Доріс, а 22 травня 2019 Девід повідомив про п'яту вагітність дружини на The Late Late Show with James Corden. 13 жовтня Джорджія повідомила про народження дитини, а у березні 2020 було розкрито, що народилась дівчинка, яку назвали Бьорді-Кенонд (Birdie).

## Фільмографія

### Телебачення
| Рік                            | Назва                      | Оригінальна назва                    | Роль                    | Позначки                                     |
| ------------------------------ | -------------------------- | ------------------------------------ | ----------------------- | -------------------------------------------- |
| Невідомо                       | Просто людина              | Only Human                           | Тайлер                  | (можливо 2001 р.)                            |
| Невідомо                       | Долина                     | Strathblair                          | Хайкер 2                |                                              |
| 1988                           | Драмарама                  | Dramarama                            | Ніл МакДональд          | Сезон 6, серія 13                            |
| 1993                           | Реб С. Несбіт              | Rab C Nesbitt                        | Девіна                  | Сезон 3, серія 2                             |
| 1993                           | Історії                    | The Tales of Para Handy              | Джон МакБрайд           |                                              |
| 1994                           | Захопити притулок          | Takin' Over the Asylum               | Кемпел Бейн             | Зіграв хворого на біполярний розлад          |
| 1995                           | Рахунок                    | The Bill                             | Стів Клеменс            | Сезон 11, серія 128                          |
| 1996                           | Чарка                      | A Mug's Game                         | Гейвін                  | Сезон 1, серія 4                             |
| 1997                           | Ховаючи немовлят           | Holding the Baby                     | Медбрат                 | Сезон 1, серія 2                             |
| 1998                           | Качиний патруль            | Duck Patrol                          | Саймон "Дарвін" Браун   |                                              |
| 2000                           | «Таємниці місіс Бредлі»    | The Mrs Bradley Mysteries            | Макс Валентін           |                                              |
| 2001                           | Люди як ми                 | People Like Us                       | Роб Гаркер              | Сезон 2, серія 4                             |
| 2002                           | Війна Фойла                | Foyle's War                          | Тео Говард              | Сезон 1, серія 5                             |
| 2003                           | Шикарне їдло               | Posh Nosh                            | Хосе-Луїс               | Сезон 1, серії 3 і 8                         |
| 2003                           | Довіра                     | Trust                                | Гейвін МакЕван          | Сезон 1, серія 6                             |
| 2003                           | Коханці                    | Spine Chillers                       | Доктор Кралл            | Сезон 1, серія 1                             |
| 2004                           | Заступник                  | The Deputy                           | Крістофер Вільямс       |                                              |
| 2004                           | Він знає, що має рацію     | He Knew He Was Right                 | Рев Гібсон              |                                              |
| 2004                           | Інспектор дорожного руху   | The Traffic Warden                   | інспектор               |                                              |
| 2004                           | Стара вулиця               | Old Street                           | Містер Ватсон           |                                              |
| 2004                           | Блекпул                    | Blackpool                            | Карлайсл                |                                              |
| 2005                           | Експеримент Квотермаса     | The Quatermass Experiment            | Доктор Гордон Бріске    |                                              |
| 2005                           | «Казанова»                 | Casanova                             | Джакомо Казанова        |                                              |
| 2005 — 2010, 2013, 2022 — 2023 | Доктор Хто                 | Doctor Who                           | Доктор                  |                                              |
| 2005                           | Таємнича посмішка          | Secret Smile                         | Брендан Блок            |                                              |
| 2006                           | Романтики                  | The Romantics                        | Жан-Жак Руссо           |                                              |
| 2006                           | Справа Четтерлеїв          | The Chatterley Affair                | Річард Хогарт           |                                              |
| 2006                           | Як гадаєш, хто ти?         | Who Do You Think You Are?            | Камео                   | Сезон 3, серія 4                             |
| 2007                           | Оновлення                  | Recovery                             | Алан Гамільтон          |                                              |
| 2007                           | Мертві дзвонарі            | Dead Ringers                         | Регенерований Тоні Блер |                                              |
| 2007, 2008                     | П'ятничний вечір           | The Friday Night Project             | Запрошений гість        |                                              |
| 2007                           | Людський слід              | The Human Footprint                  | Оповідач                |                                              |
| 2007                           | Учні                       | Learners                             | Кріс                    |                                              |
| 2007                           | Масовка                    | Extras                               | Камео/Доктор            |                                              |
| 2008                           | Ейнштейн та Еддінгтон      | Einstein and Eddington               | Артур Стенлі Еддінгтон  |                                              |
| 2008                           | Еверест                    | Everest ER                           | Оповідач                |                                              |
| 2009                           | Комічна допомога           | Comic Relief 2009                    | Конферанс'є             |                                              |
| 2009                           | Пригоди Сари Джейн         | The Sarah Jane Adventures            | Доктор                  | Сезон 3, серії 5 та 6                        |
| 2009                           | Гамлет                     | Hamlet                               | Гамлет                  |                                              |
| 2012                           | Справжнє кохання           | True Love                            | Нік                     | Сезон 1, серія 1                             |
| 2013                           | Бродчорч                   | Broadchurch                          | Алек Гарді              | Сезон 1, серії 1- 8                          |
| 2014                           | Грейспоїнт                 | Gracepoint                           | Еммет Карвер            | Сезон 1, серії 1-10                          |
| 2015                           | Джессіка Джонс             | Jessica Jones                        | Кілґрейв                |                                              |
| 2015                           | Черепашки Ніндзя           | Teenage Mutant Ninja Turtles         | Фуджітоїд               | Озвучення                                    |
| 2017 — дотепер                 | Качині історії             | DuckTales                            | Скрудж Макдак           | Озвучення                                    |
| 2019, 2023                     | Добрі передвісники/2       | Good Omens                           | демон Кроулі            |                                              |
| 2019                           | Злочинець: Велика Британія | Criminal: UK                         | доктор Едгар Фаллон     | Серія: "Едгар"                               |
| 2020                           | Дедвотер Фелл              | Deadwater Fell                       | Том Кендрік             | 4 серії; також виконавчий продюсер           |
| 2020                           | Шпигун у дикій природі     | Spy in the Wild                      | ведучий (озвучка)       |                                              |
| 2020                           | Постановка                 | Staged                               | Девід                   | комедійний серіал; також виконавчий продюсер |
| 2020                           |                            | Red Dwarf: The First 3 Million Years | сам себе                | документальний серіал (3 серії)              |
| 2020                           | Дес                        | Des                                  | Денніс Нільсен          | мінісеріал ITV                               |
| 2021                           | Довкола світу за 80 днів   | Around the World in 80 Days          | Філеас Фоґґ             | 8 серій                                      |
| 2022                           | Ark: анімаційний серіал    | Ark: The Animated Series             | сер Едмунд Роквел       | озвучка                                      |
| 2024 — дотепер                 | Суперники                  | Rivals                               | лорд Тоні Беддінгам     | 8 серій                                      |
| TBA                            |                            | Americons                            |                         | [ 10 ]                                       |

### Кіно
| Рік  | Назва                                                                        | Оригінальна назва                          | Роль                                  | Позначки                                                                                        |  |
| ---- | ---------------------------------------------------------------------------- | ------------------------------------------ | ------------------------------------- | ----------------------------------------------------------------------------------------------- |  |
| 1996 | Джуд                                                                         | Jude                                       | Студент-алкоголік                     | Зіграв разом із Крістофером Екклестоном, з яким потім поділив роль Доктора в серіалі Доктор Хто |  |
| 1997 | Укус                                                                         | Bite                                       | Аластор Галбрайт                      |                                                                                                 |  |
| 1998 | Лос-Анджелес без карти                                                       | L.A. Without a Map                         | Ричард                                | Грає головну роль                                                                               |  |
| 1999 | Останній вересень                                                            | The Last September                         | Капітан Джеральд Колтарст             |                                                                                                 |  |
| 2000 | Розглядається                                                                | Being Considered                           | Ларрі                                 |                                                                                                 |  |
| 2001 | Добряк                                                                       | Sweetnight Goodheart                       | Пітер                                 | Короткометражний фільм                                                                          |  |
| 2003 | Дев'ять з половиною хвилин                                                   | Nine 1/2 Minutes                           | Чарлі                                 | Короткометражний фільм                                                                          |  |
| 2003 | Молодість                                                                    | Bright Young Things                        | Джинджер Літтлджон                    |                                                                                                 |  |
| 2005 | Гаррі Поттер і келих вогню                                                   | Harry Potter and the Goblet of Fire        | Барті Кравч молодший                  |                                                                                                 |  |
| 2006 | Вільний Джиммі                                                               | Free Jimmy                                 | Хеміш (голос)                         |                                                                                                 |  |
| 2009 | Славетний 39-ий                                                              | Glorious 39                                | Гектор                                |                                                                                                 |  |
| 2009 | Святий Триніан-2                                                             | St. Trinian's II                           | Помфрі                                |                                                                                                 |  |
| 2011 | Юнайтед                                                                      | United                                     | Джиммі Мерфі                          |                                                                                                 |  |
| 2011 | Нічка жахів                                                                  | Fright night                               | Пітер Вінсент                         |                                                                                                 |  |
| 2011 | Пастка для нареченої (wiki)\|Підставна (зваблива) наречена (за сенсом назви) | The Decoy Bride                            | Джеймс                                |                                                                                                 |  |
| 2018 | Лігво Монстра                                                                | Bad Samaritan                              | Кейл Ерендрейх                        |                                                                                                 |  |
| 2018 | Марія — королева Шотландії                                                   | Mary Queen of Scots                        | Джон Нокс                             |                                                                                                 |  |
| 2019 | Як приборкати дракона 3: Прихований світ                                     | How to Train Your Dragon: The Hidden World | Spitelout / Івар Немудрий (озвучення) |                                                                                                 |  |
| 2021 |                                                                              | The Loud House Movie                       | TBA (озвучення)                       | на Netflix                                                                                      |  |